# Куюргазинский сельсовет
Куюргазинский сельсовет, ранее Куюргазинский сельский Совет народных депутатов — упразднённая в 2007 году административно-территориальная единица и сельское поселение (тип муниципального образования) в составе Куюргазинского района Республики Башкортостан Российской Федерации. Существовал в 1985—2007 годах.
Объединён с сельским поселением Ермолаевский.

## География
Отдаленность от райцентра 9 км.

## История
Образован на основании Указа Президиума Верховного Совета Башкирской АССР от 19 декабря 1985 года, на базе центральной усадьбы совхоза «Куюргазинский» Ермолаевского поссовета для улучшения обслуживания населения по производственным и социальным вопросам.
Организационная сессия сельсовета состоялась 27 декабря 1985 года.
С 1986 года Исполком сельсовета располагался в образованном селе Айсуак, на центральной усадьбе совхоза «Куюргазинский» Кумертауского района БАССР.
Дата переноса административного центра сельсовета в Ермолаево неизвестна.
В 2005 году административный центр Куюргазинского сельсовета перенесён из села Ермолаево в село Айсуак (Закон  Республики Башкортостан от 20 июля 2005 года N 211-з «О внесении изменений в административно-территориальное устройство Республики Башкортостан в связи с образованием, объединением, упразднением и изменением статуса населенных пунктов).
Упразднён в 2007 году Законом Республики Башкортостан от 30.05.2007 г № 424-З «Об изменениях в административно-территориальном устройстве Республики Башкортостан и преобразовании отдельных муниципальных образований»

## Состав сельсовета
В состав сельсовета в 1985 году были включены населенные пункты: п. Горный Ключ, д. Назаркино, д. Самарцево, д. Ямангулово, с. Ямансарово, п. Сандин 2-й, п. Юшатырка, д. Язлав. В своей деятельности Куюргазинский сельсовет подчинялся районному Совету народных депутатов и его исполкому.
В 1986 году официально узаконен новый населённый пункт село Айсуак, образованный из части села Ермолаево согласно Указу Президиума Верховного Совета РСФСР от 27.08.1986 года.
После упразднения п. Горный Ключ и с. Ямансарово переданы в Бахмутский сельсовет; д. Самарцево и Ямангулово переданы в Отрадинский сельсовет; п. Сандин 2-й передан в Молокановский сельсовет; п. Юшатырка передан в Мурапталовский сельсовет.